# 洛赫塔
洛赫塔（Lohta），是印度北方邦Varanasi县的一个城镇。总人口19695（2001年）。

## 人口
该地2001年总人口19695人，其中男性10481人，女性9214人；0—6岁人口4311人，其中男2200人，女2111人；识字率50.42%，其中男性为54.81%，女性为45.42%。